# Copa Claro 2014
La Copa Claro 2014 è stato un torneo di tennis giocato sulla terra rossa nella categoria ATP World Tour 250 series nell'ambito dell'ATP World Tour 2014. È stata la 75ª edizione del torneo precedentemente conosciuto come Copa Telmex. Si è giocato a Buenos Aires in Argentina, dall'8 al 16 febbraio 2014.

## Partecipanti

### Teste di serie
| Nazionalita | Giocatore         | Ranking* | Testa di serie |
| ----------- | ----------------- | -------- | -------------- |
| Spagna      | David Ferrer      | 5        | 1              |
| Italia      | Fabio Fognini     | 15       | 2              |
| Spagna      | Tommy Robredo     | 16       | 3              |
| Spagna      | Nicolás Almagro   | 18       | 4              |
| Spagna      | Marcel Granollers | 35       | 5              |
| Paesi Bassi | Robin Haase       | 41       | 6              |
| Argentina   | Juan Mónaco       | 42       | 7              |
| Francia     | Jérémy Chardy     | 44       | 8              |

* Ranking al 3 febbraio 2014.

### Altri partecipanti
I seguenti giocatori hanno ricevuto una wild-card per il tabellone principale:
- Facundo Argüello
- David Ferrer
- Guido Pella

I seguenti giocatori sono entrati nel tabellone principale passando dalle qualificazioni:

- Rubén Ramírez Hidalgo
- Martín Alund
- Cristian Garín
- Máximo González

## Campioni

### Singolare
David Ferrer ha sconfitto in finale  Fabio Fognini per 6-4, 6-3.
- È il ventunesimo titolo in carriera per Ferrer, il primo del 2014.

### Doppio
Marcel Granollers /  Marc López hanno sconfitto in finale  Pablo Cuevas /  Horacio Zeballos per 7-5, 6-4.